# Francisco Acuña de Figueroa
Francisco Esteban Acuña de Figueroa (Montevideo, 3 de septiembre de 1791 – Montevideo, 6 de octubre de 1862) fue un poeta uruguayo, autor de la letra de los himnos nacionales de Uruguay y de Paraguay. Es considerado como el «primer poeta nacional».

## Biografía
Fue hijo del Tesorero de la Real Hacienda Jacinto Acuña de Figueroa, español, y de Jacinta Vianqui, nacida en Buenos Aires. Cursó sus primeros estudios en el Convento de San Bernardino, y los termina en Buenos Aires en el Real Colegio de San Carlos.
Pese a ser el autor de la letra de los himnos nacionales de Uruguay y Paraguay, no adhirió a la causa independentista; se mantuvo leal a los gobiernos coloniales de Francisco Javier de Elío y Vigodet, y al caer Montevideo en 1814, con unos 25 años de edad, se exilió a la Corte Portuguesa de Río de Janeiro, donde desempeñó funciones diplomáticas para España. Su padre permaneció en Montevideo, donde fue confirmado en sus cargos por el nuevo gobierno dada su capacidad.
Retornó a Montevideo en 1818, después de la caída de José Artigas, al quedar la ciudad bajo el dominio portugués, y permaneció allí. Además de su labor literaria, ocupó los cargos de Tesorero del Estado (sucedió a su padre), miembro de la Comisión de Censura de las Obras Teatrales (en 1846) y Director de la Biblioteca y Museo Público (1840-1847).

## Obra
Es el autor de las letras del Himno Nacional Uruguayo y del Himno Nacional Paraguayo. Tenía además una extensa obra literaria, recopilada por él en 1848 y publicada en 1890, en 12 tomos, bajo el título genérico de Obras completas. Está compuesta por numerosos poemas, relatos, etc. 
Muchas de sus obras tiene un marcado tono satírico.
Una antología de sus poemas fue publicada en 1965 en la Colección de Clásicos Uruguayos de la Biblioteca Artigas.
Utilizó varios seudónimos para publicar sus obras entre los que estaban: Cid Fragueiro Fonseca, El que Vd bien conoce, La humilde argentina Teófila Onorina Decuore, Un Oriental y las siglas: F.A.F.
Una de sus obras más curiosas es la Salve Multiforme, de la que dice el autor:
"La Salve Multiforme tiene dos aplicaciones, dos objetos diferentes. El primero, el más esencial y determinado es puramente religioso; el segundo tiene una aplicación profana o política. Bajo aquel primer aspecto es un tributo de veneración y aplauso inagotable a la divina reina del cielo, es la oración de la Salve presentada y reproducible en casi infinitas formas: tantas, que no bastarían muchos millones de años de continuada e incesante lectura para apurar todas las paráfrasis posibles de aquella oración, más o menos diversas, que según este método se pueden conformar (...) El autor ha dividido la salve en 44 fragmentos, colocados sucesivamente en otras tantas columnas, numeradas desde 1 a 44. Cada fragmento tiene en su propia columna 26 paráfrasis de él mismo, o al menos, palabras aparentes a aquel lugar, y combinables con cualquiera de los 27 fragmentos de las columnas antecedentes y siguientes, sin quebrantar el sentido de la Salve, que así se va conformando guardando la sintaxis gramatical; sin repetir en una Salve entera un fragmento ya usado en ella misma. (...) Resulta, pues, que tomándose al acaso un fragmento cualquiera de la columna 1.ª., otro cualquiera de la 2.ª., otro de la 3.ª., etc., siguiendo así hasta la columna 44 se formará siempre una paráfrasis completa de la salve, tal vez elegante, tal vez débil, pero nunca impropia o incoherente en su sentido. Siendo, pues, 27 los fragmentos de la 1.ª columna, combinables libremente con cualquiera de los 27 siguientes, y éstos con los sucesivos, y así progresiva y mutuamente con los de las demás columnas, es evidente que se pueden combinar y se combinan, millones de millones de Salves, más o menos diversas, es decir, con más o menos diferencias de fragmentos entre sí. En llegado a la columna 44 se añade la palabra amén o así sea, que está en la columna última o supletoria, para terminar debidamente cada oración de aquellas".

## Homenajes
En Argentina, una calle de Buenos Aires que recorre los barrios de Almagro y Palermo, se llama Francisco Acuña de Figueroa.
El liceo 17 en Montevideo, Uruguay, que se encuentra cerca del Palacio Legislativo fue nombrado Francisco Acuña de Figueroa.
En la ciudad de Paysandú, en el departamento de Paysandú, Uruguay, existe un parque nombrado en 1941 como Plaza Francisco Acuña de Figueroa. En él se encuentra el Monumento al Himno Nacional, obra del escultor español Pablo Serrano y Aguilar.